# Nouirate
Nouirate  (in arabo انويرات‎?) è un centro abitato e comune rurale del Marocco situato nella provincia di Sidi Kacem, regione di Rabat-Salé-Kénitra. Conta una popolazione di 24 805 abitanti (censimento 2014).